# Фейрфілд-Біч (Огайо)
Фейрфілд-Біч (англ. Fairfield Beach) — переписна місцевість (CDP) в США, в окрузі Феєрфілд штату Огайо. Населення — 1267 осіб (2020).

## Географія
Фейрфілд-Біч розташований за координатами 39°55′7″ пн. ш. 82°28′51″ зх. д. / 39.91861° пн. ш. 82.48083° зх. д. (39.918525, -82.480836).  За даними Бюро перепису населення США в 2010 році переписна місцевість мала площу 2,51 км², з яких 1,69 км² — суходіл та 0,82 км² — водойми.

## Демографія
Згідно з переписом 2010 року, у переписній місцевості мешкали 1292 особи в 513 домогосподарствах у складі 358 родин. Густота населення становила 515 осіб/км².  Було 664 помешкання (265/км²).
Расовий склад населення:
| - 96,7 % — білих - 0,4 % — чорних або афроамериканців - 0,2 % — корінних американців |

До двох чи більше рас належало 2,2 %. Частка іспаномовних становила 1,1 % від усіх жителів.
За віковим діапазоном населення розподілялося таким чином: 22,4 % — особи молодші 18 років, 63,9 % — особи у віці 18—64 років, 13,7 % — особи у віці 65 років та старші. Медіана віку мешканця становила 41,0 року. На 100 осіб жіночої статі у переписній місцевості припадало 111,1 чоловіків;  на 100 жінок у віці від 18 років та старших — 109,2 чоловіків також старших 18 років.
Середній дохід на одне домашнє господарство  становив 47 762 долари США (медіана — 41 711), а середній дохід на одну сім'ю — 58 773 долари (медіана — 62 368). За межею бідності перебувало 9,3 % осіб, у тому числі 0,0 % дітей у віці до 18 років та 15,8 % осіб у віці 65 років та старших.
Цивільне працевлаштоване населення становило 315 осіб. Основні галузі зайнятості: освіта, охорона здоров'я та соціальна допомога — 32,1 %, виробництво — 17,1 %, будівництво — 11,7 %, роздрібна торгівля — 9,5 %.